# Ващенко-Захарченко Михайло Михайлович
Михайло Ващенко-Захарченко (1852—1910) — публіцист українського походження, монархічного штибу, найближчий прихильник Д. І. Піхно, редактор газети «Кіевлянинъ» у 1907—1910, помічник бібліотекаря Імператорського Університету Святого Володимира.

## Життєпис
Походив зі спадкової шляхти. Народився у селі Маліївка Золотоніського повіту Полтавської губернії. Син професора М. Є. Ващенка-Захарченка від першого шлюбу.
Після закінчення Київського кадетського корпусу вступив до Михайлівського артилерійського училища . Пробувши в училищі близько року, вступив до Ніжинської гімназії вищих наук, звідки перейшов до Університету Святого Володимира на фізико-математичний факультет, який закінчив зі ступенем кандидата математичних наук. Ще студентом побував у багатьох країнах Західної Європи.
В 1887 був призначений помічником бібліотекаря Університету Святого Володимира і залишався на цій посаді до кінця свого життя. Мав дуже гарну пам'ять і детально знав книжковий склад університетської бібліотеки. Мав і власну бібліотеку, переважно з книг з математики, історії та географії.
З 1884 працював у редакції газети «Кіевлянинъ», керував нею під час відлучення Д. І. Піхно з Києва, а в 1907, з призначенням останнього членом Державної ради, став офіційним редактором «Кіевлянина». У 1910 продовжував керувати газетою, незважаючи на хворобу і залишив редакційну роботу лише під впливом тяжкої недуги.
Помер 9 листопада 1910 у Києві після тривалої хвороби. Похований на Байковому цвинтарі. Був одружений.